# Anchisauria
De Anchisauria zijn een groep dinosauriërs behorend tot de groep van de Sauropodomorpha.
In 2004 benoemden Peter Galton en Paul Upchurch een klade, monofyletische afstammingsgroep, Anchisauria. Ze gaven als definitie: de groep bestaande uit de laatste gemeenschappelijke voorouder van Anchisaurus en Melanorosaurus, en al zijn afstammelingen.
Het concept is vooral relevant als, zoals Galton en Upchurch in hun toenmalige analyses vonden, Anchisaurus iets lager in de stamboom van de Sauropodomorpha staat dan Melanorosaurus, anders dreigt het te ruim te worden. Omdat de analyses niet met elkaar overeenstemmen, acht Paul Sereno het begrip overbodig.
Een andere reden het begrip niet te gebruiken kan een ruime definitie van de Sauropoda zijn. Sauropoda sensu Yates 2003 komt materieel met het concept Anchisauria overeen. A fortiori is het begrip overbodig als Anchisaurus boven Melanorosaurus mocht staan zoals sommige analyses als uitkomst hebben.